# Phare de Matagorda Island
Le phare de Matagorda Island (en anglais : Matagorda Island Light), est un phare situé sur l'île Matagorda, une île barrière dans le comté de Calhoun au Texas. Il est maintenant géré par le Texas Parks and Wildlife Department.
Il est inscrit au Registre national des lieux historiques depuis le 18 septembre 1984 sous le n° 84001624.

## Histoire
La construction d'un phare pour guider les navires de haute mer dans la baie de Matagorda par la passe Cavallo a été autorisée par le Congrès de la république du Texas en 1845. Lorsque le président James K. Polk a signé les documents d'annexion du Texas le 29 décembre 1845, les États-Unis en ont pris la responsabilité. En 1847, le Congrès des États-Unis autorisa la construction du phare mais les lourdeurs administratives ont provoqué une série de retards et le contrat de construction du phare a finalement été attribué à Henry R. Hazlehurst (en) de Baltimore en 1851. Le nouveau phare est devenu opérationnel le 21 décembre 1852. l'érosion ultérieure de la plage a entraîné la reconstruction du phare sur un terrain plus élevé. Le phare a été surélevé de 7,3 m en 1857 pour permettre de voir le faisceau à une plus grande distance. Un nouvel objectif a été installé en 1859. 
Pendant la guerre de Sécession, la Confederate States Navy a tenté de faire sauter le phare pour le garder hors de portée de l'Union. Les dommages infligés par les troupes confédérées ont nécessité la reconstruction du phare sur un nouveau site en 1873. Une nouvelle tour conique en fer a été ajoutée, avec sa lentille de Fresnel à 28 mètres au-dessus du niveau de la mer. 
L’ouragan Indianola (en) de 1886, qui a détruit Indianola, a provoqué une montée des eaux de 1,2 m à l’intérieur de la tour et a provoqué un tel balancement structurel que la lentille est tombée. En 1956, la tour a été automatisée par l'United States Coast Guard, et ne serait plus exploité par des gardiens. La lentille de Fresnel d'origine de 3e ordre est exposée au musée du comté de Calhoun à Port Lavaca

### Rénovation
Le Texas Parks and Wildlife Department, qui gère le phare, a installé une nouvelle lanterne marine rotative à énergie solaire en 1999. Après avoir été hors service depuis 1995, le feu a été rallumé à minuit, à l'année 2000, pour célébrer le nouveau millénaire. Le phare a subi une rénovation en 2004, au coût de 1,23 million de dollars. La rénovation a été rendue possible grâce à des dons privés par le biais de la Matagorda Island Foundation et d’une subvention du gouvernement des États-Unis.

## Description
Le phare  est une haute tour conique en fonte, avec galerie et lanterne blanche de 24 m de haut. La tour est totalement noire et les bâtiments techniques ont été démolis.
Son feu à éclats émet, à une hauteur focale de 27,5 m, un flash blanc par période de 3 secondes. Sa portée n'est pas connue. 
Identifiant : ARLHS : USA-482 ; USCG : 4-1395 - Admiralty : J4193.2. 

### Lien connexe
- Liste des phares du Texas